# Târgușor, Cluj

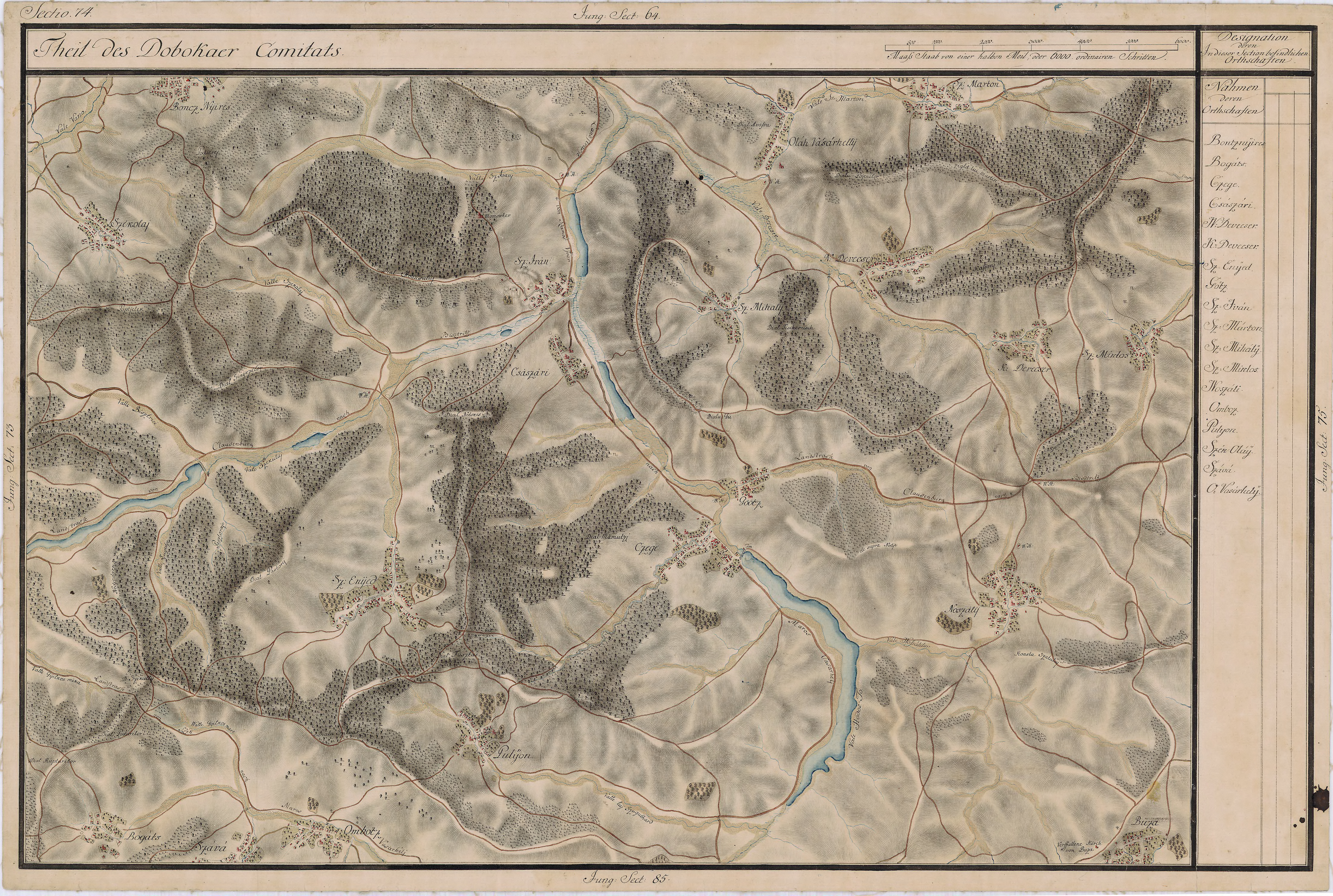
Târgușor în Harta Iosefină a Transilvaniei, 1769-73

Târgușor (în maghiară Kékesvásárhely) este un sat în comuna Sânmărtin din județul Cluj, Transilvania, România.

## Lăcașuri de cult
- Biserica românească din lemn „Sfinții Arhangheli Mihail și Gavril“, din secolul XVII.

## Imagini

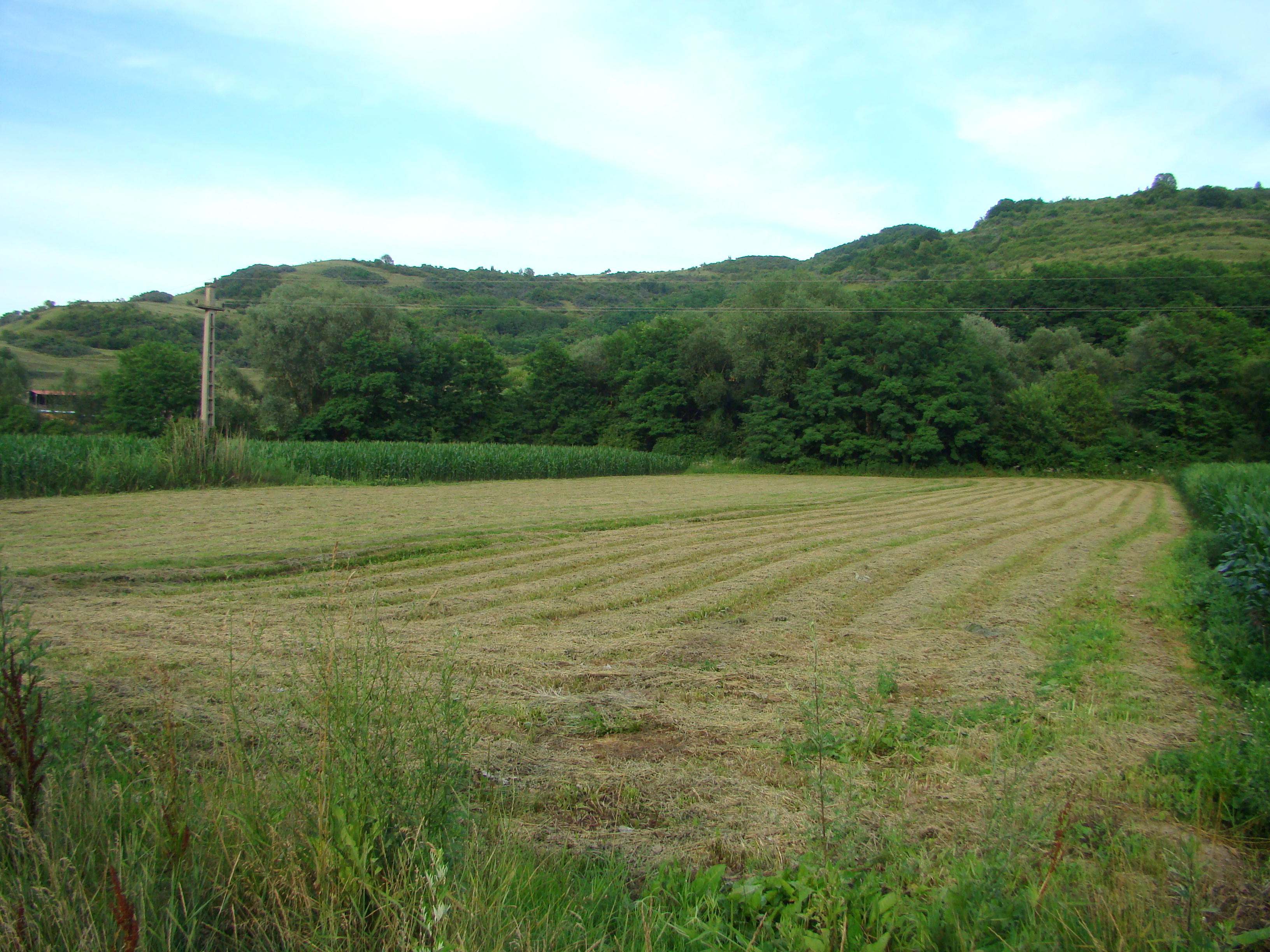
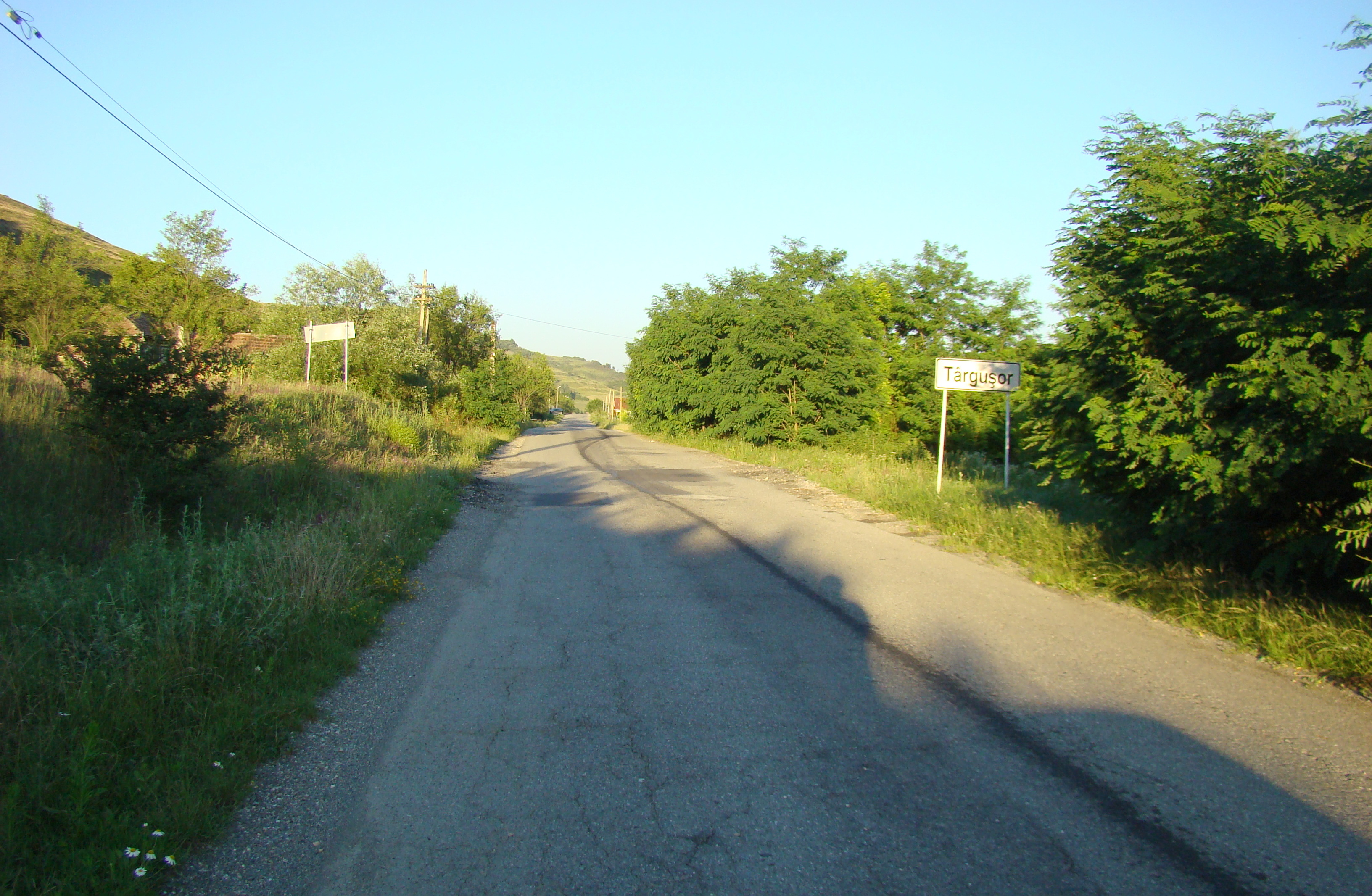
Intrarea în localitate
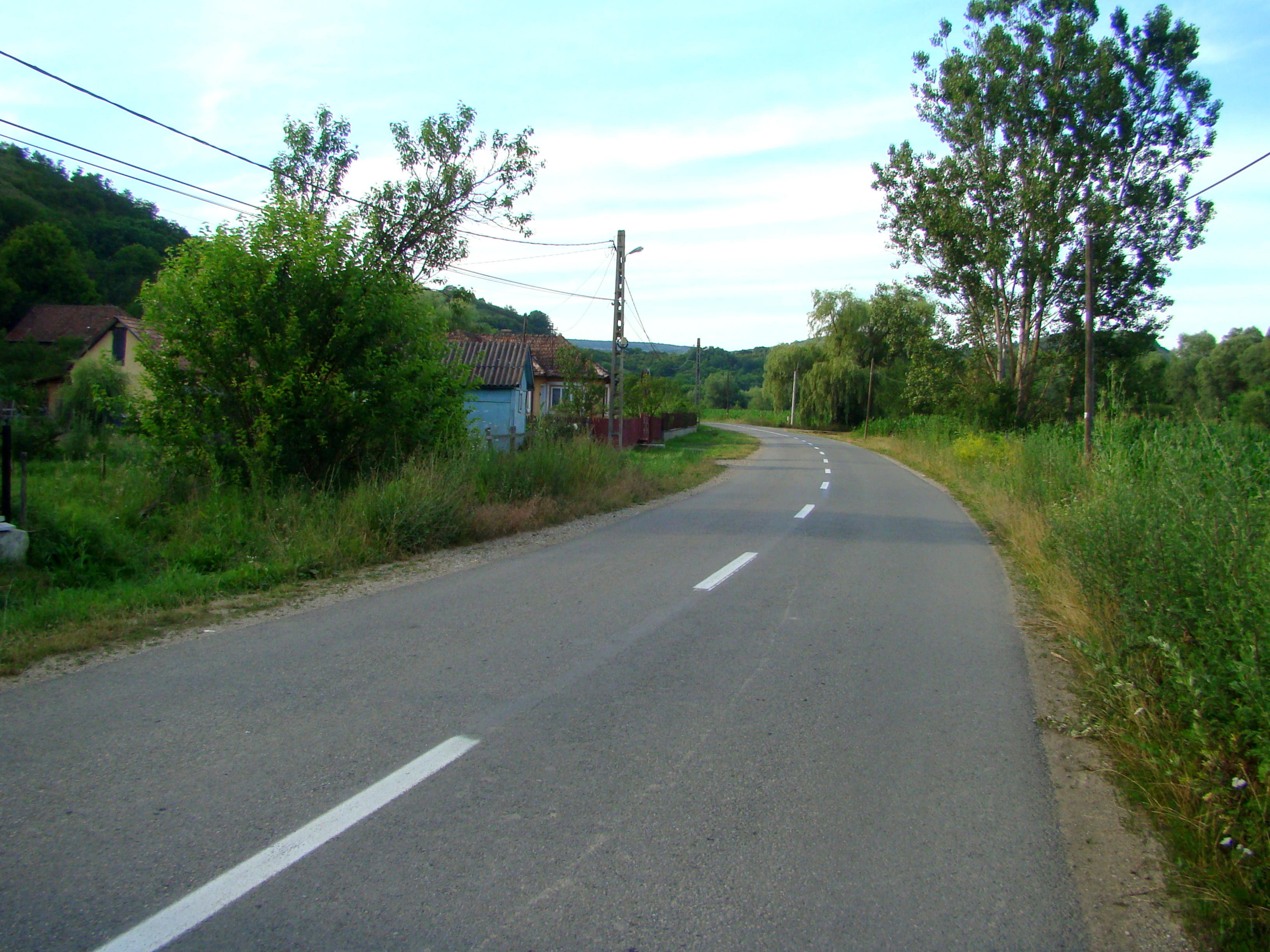
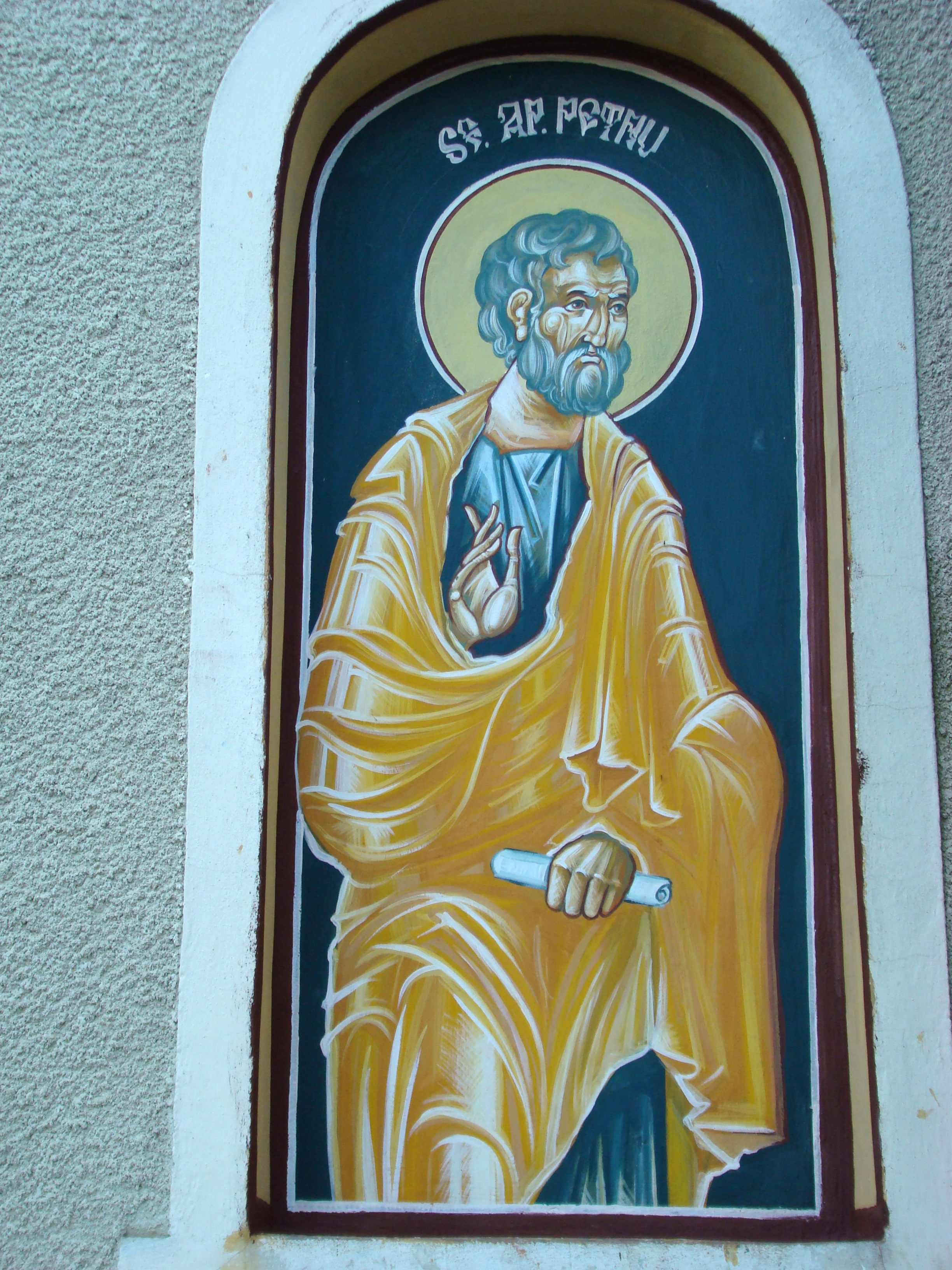
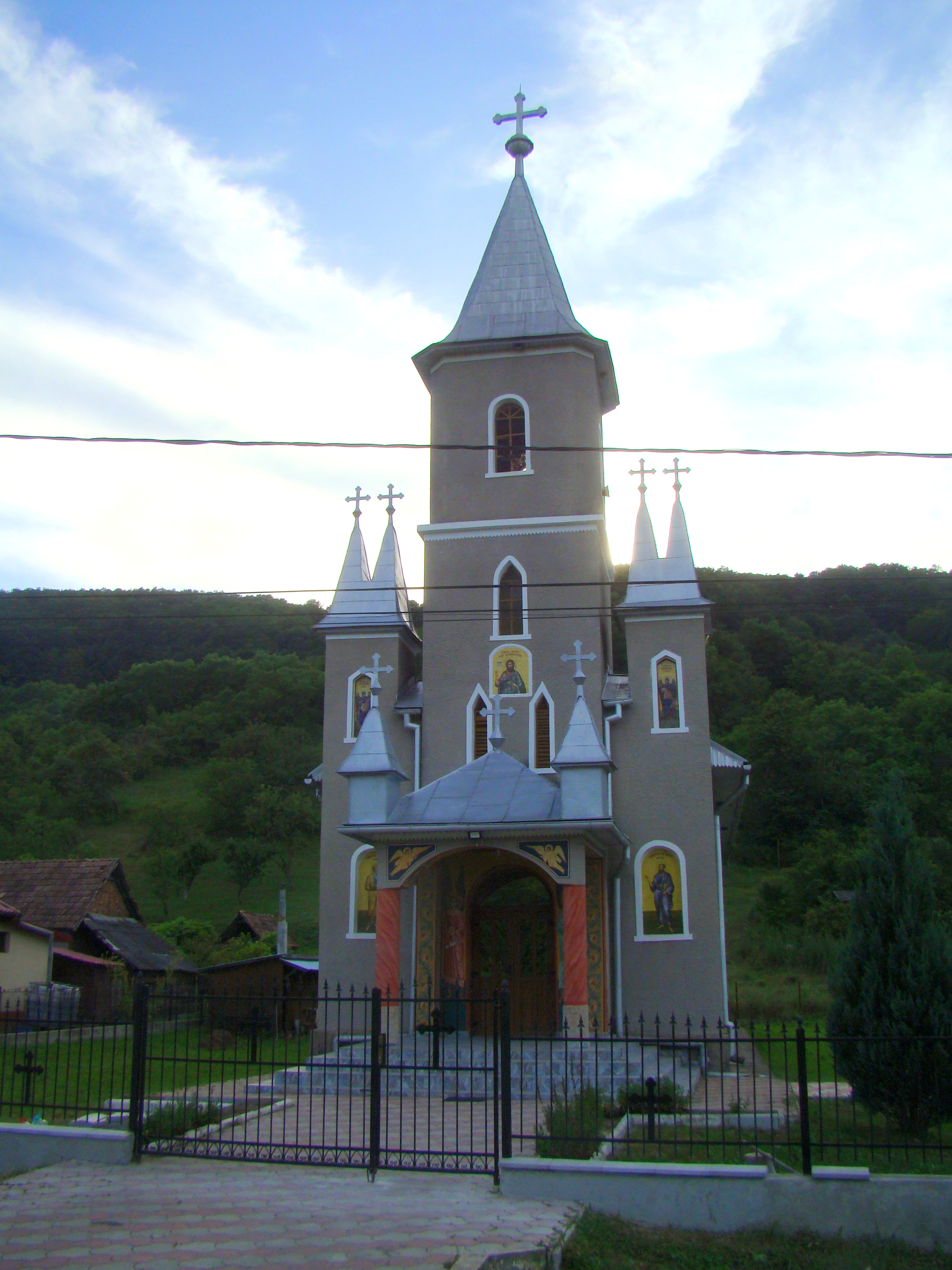
Biserica ortodoxă „Sfântul Ioan Botezătorul”
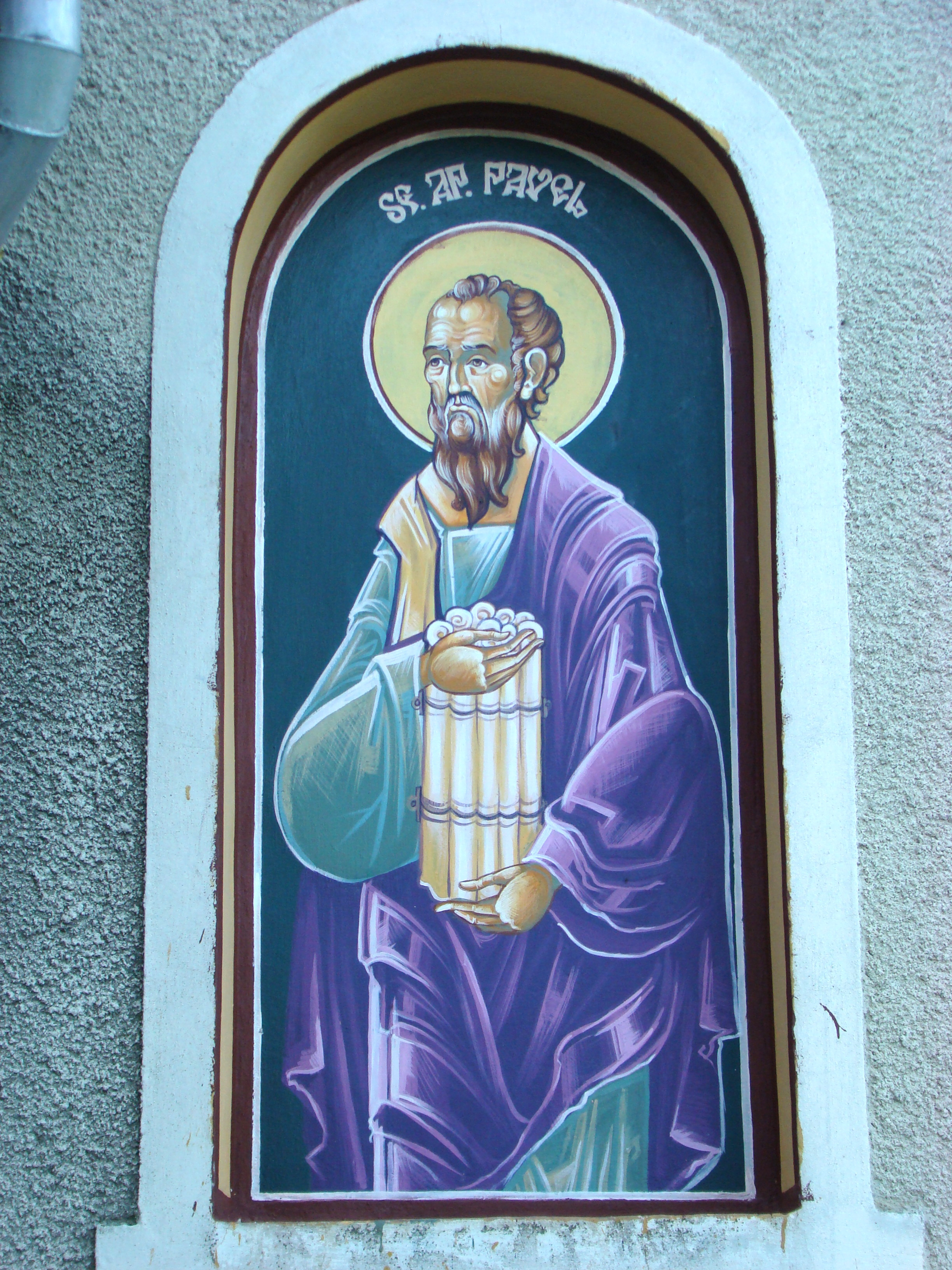
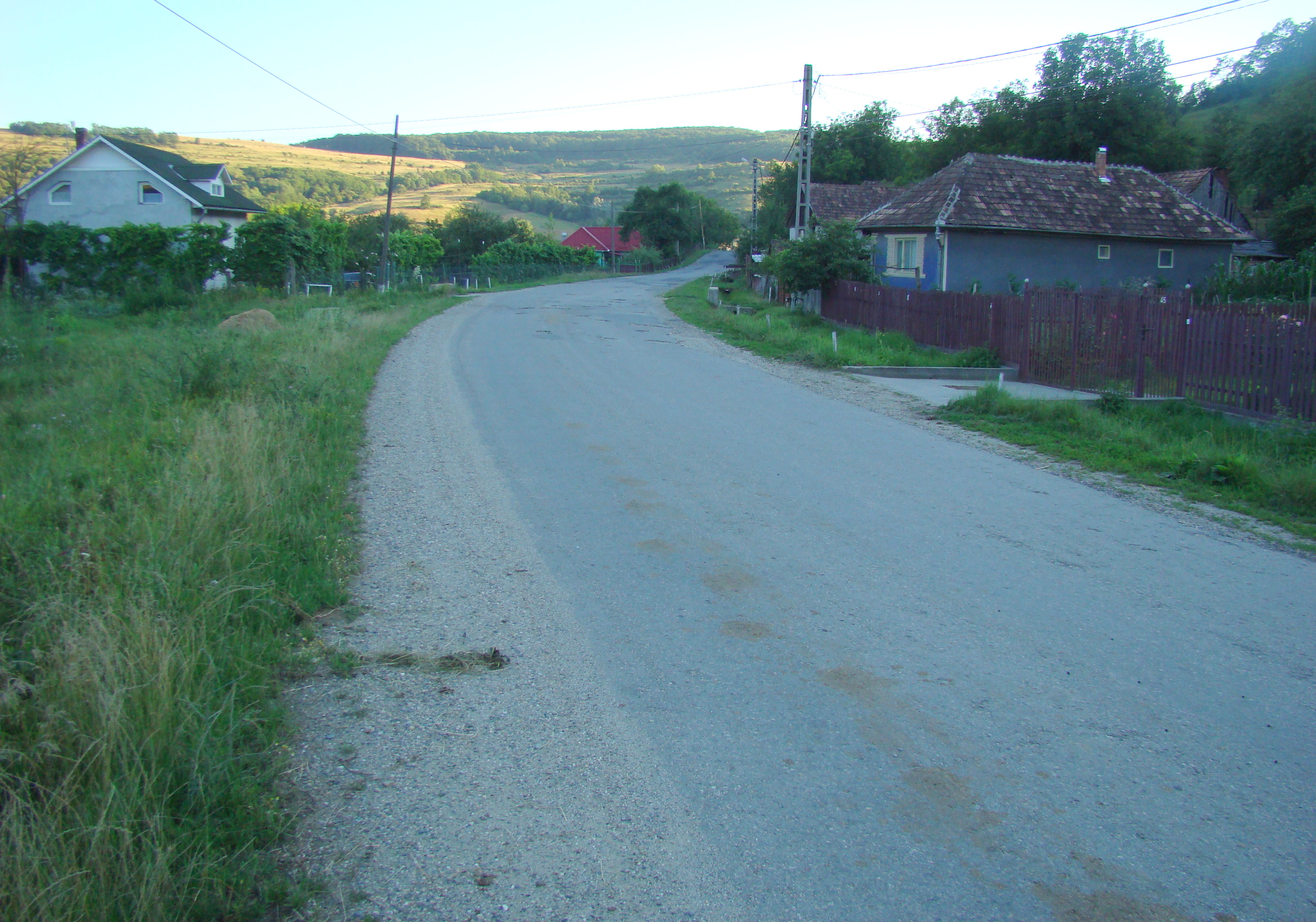
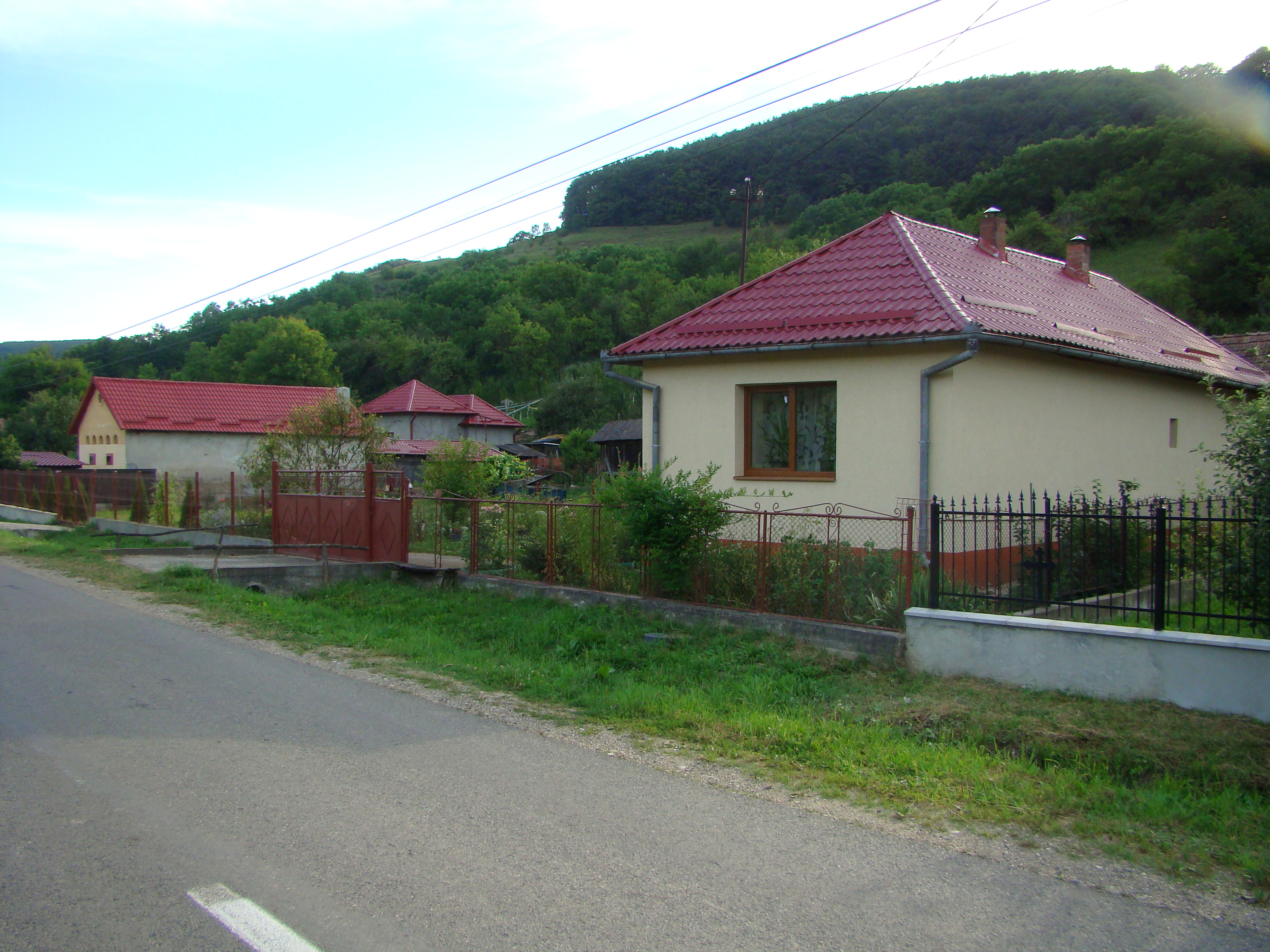
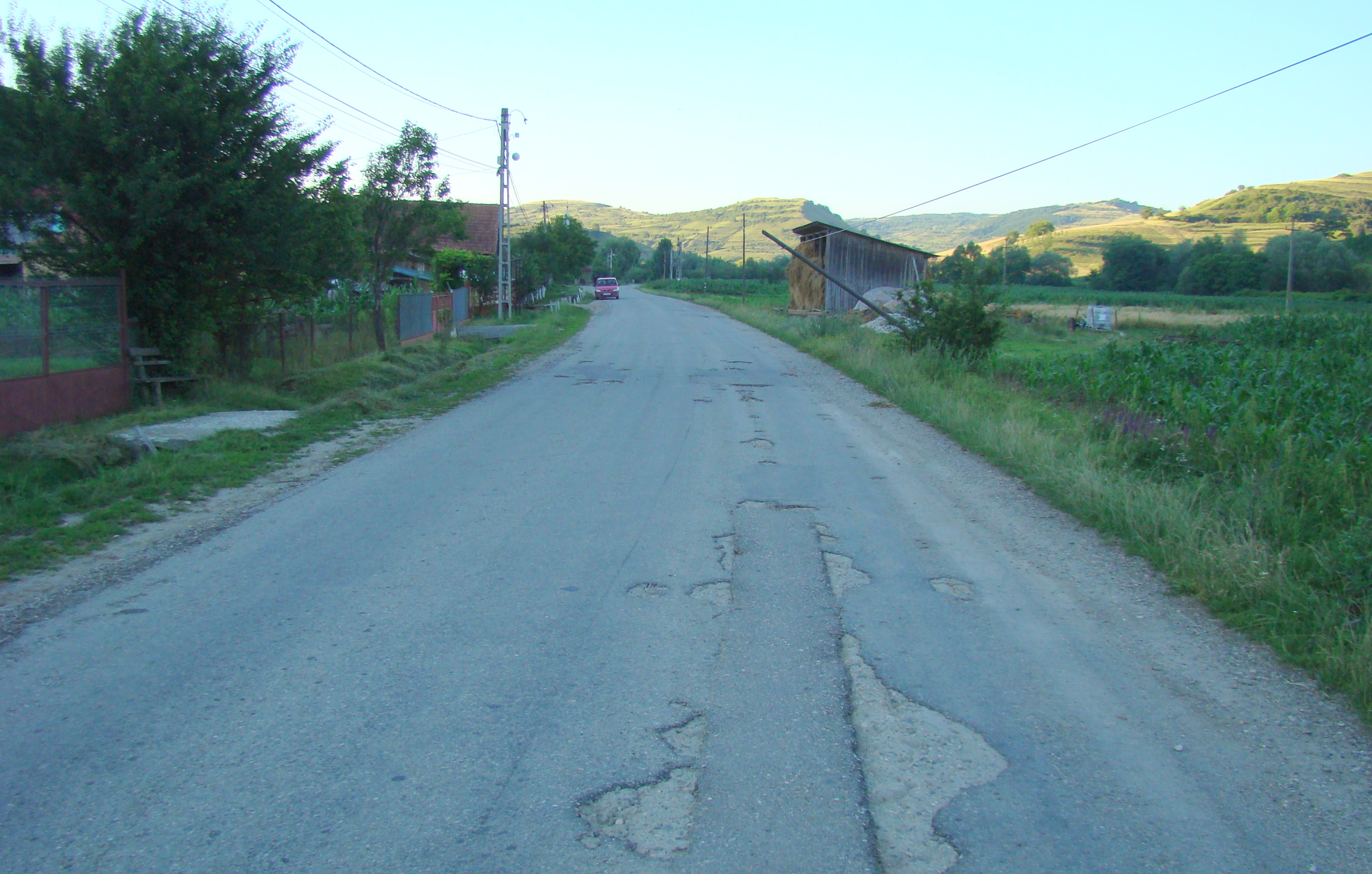

## Legături externe
Materiale media legate de Târgușor la Wikimedia Commons